# Paris-Luxemburgo
A Paris-Luxemburgo foi uma carreira ciclista profissional por etapas que se disputava entre Paris, em França e a Cidade de Luxemburgo, capital do estado homónimo.
Costumava-se disputar sobre quatro etapas, durante o mês de agosto ou setembro.

## Palmarés
| Ano  | Ganhador          | Segundo               | Terceiro              |
| ---- | ----------------- | --------------------- | --------------------- |
| 1963 | Rudi Altig        | Armand Desmet         | Raymond Poulidor      |
| 1964 | Rik Van Looy      | Jean Stablinski       | Edgard Sorgeloos      |
| 1965 | Jean Stablinski   | Guido Reybrouck       | Edward Sels           |
| 1966 | Anatole Novak     | Hubert Harings        | Winfried Bölke        |
| 1967 | Jan Janssen       | Georges Vanconingsloo | Bernard Guyot         |
| 1968 | Michele Dancelli  | Marino Basso          | Felice Gimondi        |
| 1969 | Eddy Merckx       | Felice Gimondi        | Roger de Vlaeminck    |
| 1970 | Eric De Vlaeminck | Guido Reybrouck       | Giacinto Santambrogio |

## Palmarés por países
| País          | Vitórias |
| ------------- | -------- |
| Bélgica       | 3        |
| França        | 2        |
| Alemanha      | 1        |
| Países Baixos | 1        |
| Itália        | 1        |